# Yuli Daniel
Yuli Markovich Daniel (em russo:  Ю́лий Ма́ркович Даниэ́ль, 15 de novembro de 1925 — 30 de dezembro de 1988) foi um escritor soviético, mais conhecido por ter sido condenado, junto o escritor Andrei Siniavski, oir publicar ficção fora da União Soviética. O julgamento dos dois, em 1966, é considerado um dos eventos que pôs fim ao Degelo de Khrushchov.
Daniel escreveu e traduziu obras de contos e poesias críticas à sociedade soviética sob os pseudônimos Nikolay Arzhak (Николай Аржак) e Yu. Petrov (Ю. Пеетров). Ele mandou seus contos para o exterior, sabendo que eles não podiam ser publicados na URSS por causa da censura. Daniel e Siniavski foram condenados em um julgamento-espetáculo, o primeiro em que escritores foram acusados somente por seus trabalhos de ficção.

## Início da vida e escrita
Yuli Daniel nasceu em 15 de novembro de 1925 em Moscou, União Soviética, filho do dramaturgo judeu russo Mark Daniel e Minna Pavlovna Daniel. Em 1942, Daniel, então com 17 anos, mentiu sobre sua idade e se ofereceu para servir na 2ª Frente Ucraniana e na 3ª Frente Bielorrussa durante a Frente Oriental da Segunda Guerra Mundial. Em 1944, Daniel foi gravemente ferido nas pernas e foi desmobilizado do Exército Vermelho. Em 1950, Daniel se formou no Instituto Pedagógico de Moscou (hoje Universidade Estadual Regional de Moscou) e foi trabalhar como professor em Kaluga e Moscou .
Daniel também publicou traduções de versos de vários idiomas e, assim como seu amigo Andrei Sinyavsky, escreveu histórias e novelas atuais que às vezes satirizavam ou criticavam a sociedade soviética. Daniel e Siniavski contrabandearam suas obras para fora da União Soviética como samizdat para a França, para serem publicadas sob pseudônimos . Daniel se casou com Larisa Bogoraz, que mais tarde também se tornou uma célebre dissidente soviética .

## Julgamento Sinyavsky-Daniel
A obra de Daniel, Moscow Speaking, publicada em 1959 sob o pseudônimo de Nikolai Arzhak, chamou a atenção da KGB, a principal agência de segurança e polícia secreta da União Soviética. A KGB começou a investigar as obras dissidentes de Daniel e Sinyavsky publicadas no Ocidente e logo vinculou seus pseudônimos às suas identidades reais. Daniel e Sinyavsky foram colocados sob constante vigilância e investigação pela KGB por vários anos.
Em Setembro de 1965, Daniel e Sinyavsky foram presos e julgados no infame julgamento Siniavski-Daniel pelas suas obras literárias publicadas no estrangeiro. A promotoria soviética não podia acusar Daniel e Sinyavsky de publicar material no exterior ou usar pseudônimos, pois ambos eram legais segundo a lei soviética . Em vez disso, eles foram acusados do crime de agitação e propaganda antissoviética, de acordo com o Artigo 70 do Código Penal da RSFSR. Ambos os escritores declararam-se inocentes, o que era incomum para réus em julgamentos-fantasma soviéticos. Em 14 de fevereiro de 1966, Daniel foi condenado a cinco anos de trabalhos forçados por “atividade antissoviética”, enquanto Sinyavsky foi condenado a sete anos.
Em 1967, o ativista pelos direitos humanos Andrei Sakharov apelou em nome de Daniel diretamente a Yuri Andropov, na época presidente da KGB. Foi dito a Sakharov que tanto Daniel como Sinyavsky seriam libertados ao abrigo de uma amnistia geral no quinquagésimo aniversário da Revolução de Outubro, mas isso revelou-se falso, uma vez que a amnistia não se aplicava aos presos políticos . Daniel passou quatro anos de cativeiro no Dubravlag, um campo de Gulag na Mordóvia, e um ano na Prisão de Vladimir .

## Últimos anos e influência
Daniel foi libertado e se recusou a emigrar, como era comum entre escritores perseguidos, e viveu em Kaluga antes de se mudar para Moscou.
Daniel e Sinyavsky não pretendiam se opor à União Soviética. Daniel estava genuinamente preocupado com o ressurgimento do Culto à Personalidade sob Nikita Khrushchev, que inspirou sua história This is Moscow Speaking, enquanto Sinyavsky afirmou que acreditava que o socialismo era o caminho a seguir, mas que os métodos empregados eram às vezes errôneos. Pouco antes da morte de Daniel, Bulat Okudzhava reconheceu que algumas traduções publicadas em seu nome tinham sido, na verdade, escritas por Daniel, porque ele estava em uma lista negra de autores proibidos de serem publicados na União Soviética.

## Família
Seu filho Alexander Daniel é matemático e seu neto Michael Daniel é linguista.